# Молоствов, Михаил Михайлович
Михаи́л Миха́йлович Молоство́в (18 февраля 1934, Ленинград — 21 апреля 2003, Санкт-Петербург) — российский правозащитник, политический деятель, философ, публицист. Депутат Государственной думы России (1993—1995).

## Биография

### Семья и детские годы
Родители — Михаил Владимирович и Александра Павловна Молоствовы, артисты. Дядя Святослав Владимирович (1907—1990) также был актёром, народным артистом РСФСР. Русский. В 1935 году в ходе операции «Бывшие люди» («Кировский поток») был выслан с родителями из Ленинграда из-за их дворянского происхождения. Жил с родителями в Ржеве, Саратове, Петропавловске (Казахстан, в эвакуации), Омске.

### Учёба и диссидентская деятельность
Окончил философский факультет Ленинградского государственного университета (1957). За выступление на общефакультетском собрании с призывом к демократизации общества был лишён именной стипендии; ему было также отказано в поступлении в аспирантуру. После окончания университета он вернулся в Омск и работал ассистентом кафедры марксистско-ленинской философии местного сельскохозяйственного института.
В конце 1956 — начале 1957 года написал «Status quo» — свою первую работу, в которой подверг критическому анализу советскую государственную систему и потребовал: «1.) Явности политической жизни („Массы должны знать всё“, — писал В. И. Ленин); 2.) Всенародного покаяния сообщников Сталина и всенародной реабилитации жертв сталинского террора; 3.) Гарантий от рецидивов бериевщины». В те годы, как и многие другие молодые оппозиционеры-шестидесятники, М. Молоствов стоял на марксистских позициях, в последующие годы и до конца своей жизни он продолжал следовать методологии марксизма и убеждениям демократа.
КГБ оценил его работу как «антисоветский документ программного характера» и обвинил его в том, что вместе со своими друзьями (Леонтием Гараниным, Евгением Козловым и Николаем Солохиным) он готовился к созданию антисоветской организации.
25 июля 1958 года был арестован в Ленинграде. Также были арестованы и его товарищи. Приговорён вначале к пяти (приговор отменён из-за «мягкости»), затем к семи годам лагерей по ст. 58-10 и 58-11 УК РСФСР. Срок отбывал сначала в Воркутлаге, а затем в Дубравлаге (Мордовия). Освобождён в 1965 году, реабилитирован в 1988 году.
После освобождения был учителем в сельских школах Карелии, Новгородской, Псковской и Омской областей (ему было запрещено жительство в крупных городах и ближе 101-го км от них). В 1983 году переехал в посёлок Еремково Удомельского района Калининской (ныне Тверская) области, где преподавал в школе, а затем работал почтальоном.
Поддерживал постоянные связи со своими лагерными друзьями, с правозащитным движением, печатался в самиздате. Его статьи о социальном, политическом и нравственном состоянии советского общества помещались и в выходивших за рубежом журналах и сборниках — «22», «Синтаксис», «Форум», «СССР. Внутренние противоречия», «Посев», «Страна и мир», их тексты транслировались в эфире радиостанции «Свобода».

### Политическая деятельность
Активно участвовал в работе общества «Мемориал». Выступал на митингах, участвовал в первой в Ленинграде массовой демонстрации в защиту демократии 25 июня 1988 года.
В 1990—1993 годах — народный депутат России (избран по Южному национально-территориальному округу № 14 г. Ленинграда), член Верховного Совета, входил в состав объединённой фракции социал-демократов и республиканцев, фракций «Радикальные демократы» и «Коалиции реформ». Был среди немногих депутатов, выступивших против бесплатной приватизации думцами московских служебных квартир. Во время политического противостояния 1993 года поддержал Б. Н. Ельцина.
В 1993—1996 годах — член Комиссии по правам человека при Президенте России. Был членом Комиссии по вопросам помилования при Президенте России, выступал против смертной казни.
В 1993—1995 годах — депутат Государственной думы (избран по общефедеральному списку), член фракции «Выбор России». Член комитета по организации работы Государственной думы, председатель Комиссии по депутатской этике. В марте 1994 года член инициативной группы по созданию партии Демократический выбор России (ДВР), был избран членом политсовета партии..
Активно и последовательно выступал против войны в Чечне. В конце 1994 года с группой депутатов Госдумы, пытавшихся остановить войну, ездил в Грозный и находился там под обстрелом и бомбёжками в течение всей затянувшейся осады и штурма города. В 1995 году был в группе депутатов, журналистов и правозащитников, предложившей себя Шамилю Басаеву в обмен на заложников, захваченных в будённовской больнице. Был отпущен вместе с другими добровольными заложниками после возвращения басаевцев в Чечню.
Один из немногих депутатов, добровольно отказавшихся от предоставляемых профессией привилегий, и добровольно сдавший в казну государственную квартиру.
Был членом партии «Демократический выбор России». После её самороспуска в связи с созданием партии СПС вступить в последний отказался. Жил в Петербурге, занимался публицистической деятельностью. По словам Елены Боннэр, «один из самых заслуженных и истинных по беспримерному идеализму диссидентов, один из самых чистых политиков — потому и ушедших от неё, что не выносил на дух грязи, один из самых умных людей России — человек железной стойкости и не представимой легкости характера».

## Семья
Жена —  Маргарита Мустафьевна Муждаба, закончила Философский факультет Ленинградского Государственного университета, преподавала в школах русский язык и литературу.
Дочери: Татьяна Молоствова (Щипкова) 1959 г.р., врач-педиатр; Екатерина Молоствова 1966 г.р., учитель биологии.

## Награды
- Медаль памяти 13 января (Литва, 10 июня 1992 года)[8]

## Труды
- Прямые, которые не пересекаются. — М., 2000[9].
- Из заметок вольнодумца: Сборник статей. — СПб., 2003.
- «Ревизионизм — 58» Опубликовано в: Звенья. Исторический альманах. — Вып. 1. М.: Прогресс — Феникс — Atheneum, 1991. — С. 577—593.